# Praying Mantis
Praying Mantis es una banda inglesa de heavy metal formada en 1977, quienes fueron parte de la escena NWOBHM junto a Iron Maiden, Girlschool y Venom a fines de los años 70, y principios de los 80. Praying Mantis ha vendido más de 30 millones de discos en el mundo siendo una de las bandas más populares del género.

## Carrera
Praying Mantis fue formado por los hermanos Troy en 1977: Tyler es el guitarra y voz, y Chris es el bajo (quienes en ese momento aún eran estudiantes), por lo cual el grupo surge con anterioridad a la explosión de la Nueva ola del heavy metal británico. No obstante, es en el marco de esta escena donde se dan a conocer, en principio a través del EP The Soundhouse Tapes 2, publicado en 1979.
A lo largo de 1980 se presentan como acto de apertura para Iron Maiden y el grupo de Ronnie Montrose: Gamma, del mismo modo, ese mismo año su tema "Captured city" es incluido en la recopilación de bandas NWOBHM Metal for Muthas, llamando la atención de Arista Records, que les ofrece un contrato de grabación, para el que sería su álbum debut (y su trabajo más conocido y apreciado): Time Tells No Lies, lanzado en 1981, disco que ofrecía un sonido diferente para la escena, pesado pero muy pulido al mismo tiempo, con excelentes arreglos vocales a lo Kix o Judas Priest, guitarras gemelas que recordaban a Nazareth, y sonoridades cercanas al Doom metal.
En 1982 Steve Carroll decide abandonar la banda, lo cual dejaría una baja muy importante a la banda, en este caso contratarían al canadiense Gene Allen. Con el garbarian su álbum Me Against The World, publicado en abril de ese mismo año, el cual tuvo un gran éxito en el mercado estadounidense y británico, alcanzando el top 9 en Inglaterra,y el #18 en Estados Unidos.
Tras eso Irían de gira por New York junto a Venom, y por Hamburgo junto a Alice Cooper. Ya en 1983, participarían en el Rock Pop festival Junto a bandas como Iron Maiden, Def Leppard, Scorpions, Quiet Riot, Michael Shencker Group, Exodus, Judas Priest y Krokus.
Para el siguiente año grabarían el Cutting Krow, el cual tendría un sonido mas acercado al Glam metal, el cual les daria un cierto éxito en La escena californiana, siendo de las pocas bandas de la Nueva ola del heavy metal británico que sobreviviría a la etapa glam.
En ese lapso de tiempo, Gene Allen abandonaría la banda para formar Lizzy Borden, para ese momento contratarían a Mike Freeland, el cual les ayudo a grabar el legendario álbum Forever in Time en 1985, el cual fue su mayor éxito comercial, siendo una mezcla entre metal neoclásico y glam metal, pero a la vez añadiendo sonidos del Metal extremo. Dicho éxito les costó una gira junto a otras bandas por Europa, destacando los conciertos en Viena junto a Mercyful Fate, y en Bruselas junto a Motley Crue. 
Finalmente en 1990, y luego de presentarse en Japón con otros dos ex Iron Maiden: el guitarrista Dennis Stratton y el vocalista Paul Di'Anno, los hermanos Troy deciden revivir a Praying Mantis de sus cenizas, lo cual toma forma a través del álbum Predator in Disguise de 1991, segundo álbum de la banda, y primero tras diez años de silencio.
En los 90, la llegada del movimiento grunge hizo que Praying Mantis Decayera en popularidad, y los obligó a cambiar su sonido por un estilo doom, lo cual los llevó al top 5, durante  un buen tiempo.
Desde ese momento Praying Mantis -siempre comandados por los hermanos Troy- continúan en activo, y grabando discos regularmente hasta la actualidad.

## Legado
Siendo dominantes en la NWOBHM, Praying Mantis obtuvo el reconocimiento mundial, al tener un estilo metalero, con toques funk. Para mediados de los 80, su sonido se volvió más glamoroso, acercándose al glam metal y thrash metal, compartido con grupos como Motley Crue, Quiet Riot, Ratt, Dokken Loudness, Kreator, Anthrax, Megadeth, Slayer y Metallica. Para los 90, con la llegada del grunge, cambió su sonido por un estilo doom, lo cual los llevó al top 5, por un buen tiempo. Según Chris Troy, Praying Mantis ha sido influenciada por grupos de heavy metal como Budgie, Lucifer's Friend, Rainbow, Judas Priest, Anvil, Accept, Kix, Black Sabbath, Dio, Nazareth, Alice Cooper etc.. También la banda ha influenciado a grupos como, System of a Down, Dokken, Ratt, Metallica, Winger, Blind Guardian,  Slipknot, Helix, Papa Roach, Tool, Steel Panther, Morbid Angel etc..

## Discografía

### Álbumes de estudio
- Time Tells No Lies (Arista Records, 1981)
- Me Against The World (Arista Records, 1982)
- Cutting Krow (Arista Records, 1984)
- Forever in Time (Arista Records 1985)
- Future Bug (Elektra Records 1987)
- Keep It Alive (Elektra Records 1988)
- Predator in Disguise (Pony Canyon, 1991)
- A Cry for the New World  (Pony Canyon, 1993)
- To the Power of Ten  (Pony Canyon, 1995)
- Demorabilla  (Pony Canyon, 1999)
- Nowhere to Hide (Pony Canyon, 2000)
- The Journey Goes On (Pony Canyon, 2003)
- Sanctuary (Frontiers Records, 2009)
- Legacy (Frontiers Records, 2015)
- Gravity (Frontiers Records, 2018)
- Katharsis  (Frontiers Records, 2022)

### Sencillos
- "Praying Mantis" / "High Roller" 7" (GEM, 1980)
- The Soundhouse Tapes Part 2 ("Captured City" / "The Ripper" / "Johnny Cool") 12" (Ripper Records, 1981)
- "Cheated" / "Thirty Pieces of Silver" / "Flirting With Suicide" / "Panic in the Streets" 2x7" (Arista, 1981)
- "All Day and All of the Night" / "Beads of Ebony" 7" (Arista, 1981)
- "Turn the Tables" / "Tell Me the Nightmare's Wrong" / "A Question of Time" 7" EP (Jet, 1982)
- "Only the Children Cry" / "Who's Life is it Anyway?" / "A Moment in Life" / "Turn the Tables" CD EP (Canyon International, 1993)
- Metalmorphosis CD EP (2011)

### Compilaciones
- The Best of Praying Mantis (Pony Canyon, 2004)